# That Uncertain Feeling
That Uncertain Feeling, Qué sabes tú de amor o Lo que piensan las mujeres es una comedia dirigida por Ernst Lubitsch y protagonizada por Merle Oberon, Melvyn Douglas y Burgess Meredith.
La película es una versión cinematográfica de la obra teatral Divorçons de Victorien Sardou y Emile deNajac, que Lubitsch ya había llevado al cine en 1925 (época muda) con el título Kiss Me Again.
Se estrenó en Estados Unidos el 20 de abril de 1941.
Ese año obtuvo una candidatura a los  premios Óscar (mejor banda sonora) gracias al trabajo de Werner R. Heymann.

## Reparto
- Merle Oberon: Jill Baker.
- Melvyn Douglas: Larry Baker.
- Burgess Meredith: Alexander Sebastian.
- Alan Mowbray: el Doctor Vengard.
- Olive Blakeney: Margie Stallings.
- Harry Davenport: Jones, el abogado de Larry.
- Sig Ruman: El señor Kafka, posible cliente de Larry.
- Eve Arden: Sally Aikens, secretaria de Jones.